# 2 Live Jews
2 Live Jews bylo komediální hip-hopové duo, složené z dvou fiktivních postarších židovských osob Moishy MC a Easy Irving-a.

## Historie
2 Live Jews bylo založeno v roce 1990 a patřili sem Easy Irving a Moisha MC. Jejich skutečná jména byla Joe Stone (Easy Irving) a Eric Lambert (Moisha MC) a jméno skupiny parodovalo kontroverzní dirty rapovou skupinu 2 Live Crew. K jejich stylu patřila použití stereotypních židovských klišé (včetně užití jidiše).
"Young Jews be Proud", and '"Shake Your Tuchas,"
Debutovali v roce 1990 albem As Kosher As They Wanna Be, ze kterého pochází parodie na některé písně skupiny 2 Live Crew jako například "Oy! It's So Humid" ("Me So Horny"). Další písní z výše zmíněného alba byla '"Shake Your Tuchas", což byla parodie na píseň "(Shake, Shake, Shake) Shake Your Booty" od skupiny KC & The Sunshine Band.
V roce 1998 se duo rozpustilo.

## Diskografie

### Alba
- As Kosher As They Wanna Be (1990), Hot Productions
- Fiddling With Tradition (1991), Hot Productions
- Disco Jews (1994), Hot Productions
- Christmas Jews (1998), Hot Productions
- The Worst of 2 Live Jews...the Best of the Shticks (2005), Empire Musicwerks/Universal Records